# Саловка (Орловская область)
Саловка — деревня в Малоархангельском районе Орловской области России. 
Входит в Подгородненское сельское поселение в рамках организации местного самоуправления и в Подгородненский сельсовет в рамках административно-территориального устройства.

## География
Расположена у западной границы райцентра, города Малоархангельск, в 70 км к юго-востоку от центра города Орёл.

## Население
| 2002 | 2010 |
| ---- | ---- |
| 216  | ↗226 |

Согласно результатам переписи 2002 года, в национальной структуре населения русские составляли 98 % от жителей.